# Bahnhof Zülpich
Der Bahnhof Zülpich ist ein Zwischenbahnhof an der Bördebahn Düren–Euskirchen. Er wurde 1864 von der Rheinischen Eisenbahn-Gesellschaft errichtet und war von 1895 bis 1908 Anschlussbahnhof zu den Euskirchener Kreisbahnen. Von 1908 bis 1962 war er Anschlussbahnhof zur Dürener Kreisbahn (DKB) und danach zur Zülpicher Industriebahn. Der Bahnhof wird im Personenverkehr von der Regionalbahnlinie RB 28 der Rurtalbahn bedient und besitzt außerdem einige Güteranschlüsse.

## Geschichte
Der Bahnhof Zülpich (Streckenkilometer 19,474) wurde 1864 von der Rheinischen-Eisenbahn-Gesellschaft mit der Strecke Düren – Euskirchen errichtet und in Betrieb genommen. Von 1895 bis 1908 diente er als Übergabebahnhof zu den Euskirchener Kreisbahnen (EKB). Die Strecke der EKB kreuzte nördlich des Bahnhofs die Strecke im Zuge der Straße Zülpich – Liblar höhengleich und führte dann nordöstlich am Bahnhof entlang, wo es einen eigenen Bahnhof gab. Ab 1908 wurde die Euskirchener Strecke in Zusammenhang mit dem Bau der Strecke Distelrath – Embken der Dürener Kreisbahn verlegt und kreuzte die Staatsbahnstrecke südlich des Bahnhofes auf einer Überführung; die Strecke zum Staatsbahnhof entfiel.
Von 1908 bis 1962 war der Bahnhof Zülpich Anschlussbahnhof zur Dürener Kreisbahn (DKB). Am 31. Januar 1960 stellte die DKB den Personenverkehr auf der Strecke Nörvenich – Zülpich ein, 1962 folgte die Einstellung des Gesamtverkehrs. Nachdem 1962 die Anschlussgleise für die Güteranschließer eingerichtet waren, wurden die Übergabeanlagen demontiert oder umfunktioniert. Von 1976 bis 1995 wurden die Transporte von der Zülpicher Industriebahn übernommen. Diese verfügte zwischen 1987 und 1995 über zwei eigene Lokomotiven. Ansonsten wurde der Verkehr mit den Loks der Deutschen Bundesbahn durchgeführt.
Der Schienenpersonenverkehr in Zülpich endete zum 27. Mai 1983 mit der Einstellung des Personenverkehrs zwischen Düren und Euskirchen.
1995 stellten die Zülpicher Stadtwerke den Betrieb der Industriebahn ein. Von 1996 bis 2002 wurde der Betrieb ausschließlich durch die Deutsche Bahn AG durchgeführt, danach betrieb die Eisenbahngesellschaft im Bergisch-Märkischen Raum (EBM) bis 2006 den Güterverkehr von Zülpich bis Euskirchen. Die Strecke von Düren bis Zülpich wurde 2002 von der Dürener Kreisbahn erworben.
Zusätzlich wird seit 2003 Smurfit Kappa Zülpich Papier in Zülpich von der Rurtalbahn GmbH mit Braunkohle beliefert. Dieser Auftrag bringt einen Jahresumfang von 38.000 Tonnen Braunkohle auf die Gleise zwischen Düren und Zülpich. Für die Bedienung der Firma Kappa mussten neue Weichenverbindungen angelegt werden, der Bahnhof Zülpich wurde in zwei Betriebsstellen geteilt. Der nördliche Teil mit den Anschlüssen zur ehemaligen Zülpicher Industriebahn wurde als Bahnhof Zülpich-Kappa von der Rurtalbahn betrieben. Der südliche Teil mit dem eigentlichen Personen- und Güterbahnhof wurde weiterhin von der DB betrieben.

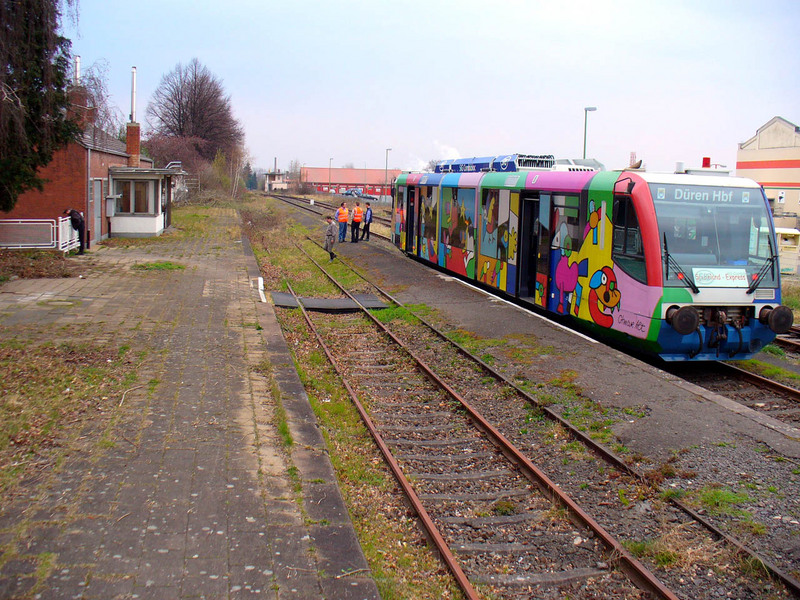
Empfangsgebäude mit Otmar-Alt-Regiosprinter

Seit 2006 wurde wieder regelmäßiger Personenverkehr durchgeführt. Zunächst hielt im Sommerhalbjahr sonn- und feiertags der Bördeexpress im Bahnhof Zülpich, der Bahnsteig wurde daher teilweise erneuert. Der Betrieb des Bahnhofs wurde 2015 ganzjährig auf sams-, sonn- und feiertags ausgeweitet. Der Bördeexpress verkehrte seit Ostern 2015 bis zum Jahresende im Dreistundentakt zwischen Euskirchen und Düren. Die Fahrzeit betrug etwa eine Stunde. Anerkannt wurden NRW-, VRS- und Euregiotickets sowie für den Abschnitt Düren – Vettweiß AVV-Tickets. Fahrräder wurden kostenlos befördert. Zum Einsatz kamen RegioSprinter in einer reinen Zweite-Klasse-Konfiguration. Bis 2015 gab es auch noch einen eigenen Haustarif. Zum Fahrplanwechsel am 15. Dezember 2019 startete der Vorlaufbetrieb mit einem täglichen Angebot.
Es gab beziehungsweise gibt noch Industrieanschlüsse zur ehemaligen Zülpicher Brikettfabrik (Victor Rolff, heute Wallenius Wilhelmsen), zur Papierfabrik Sieger (später Zülpich Papier, heute Smurfit Kappa Zülpich Papier), zur Firma Mundt (zurückgebaut), zu den Zülpicher Steinzeugwerken (zurückgebaut) und den Firmen Liquipack (abgebaut), Cerestar GmbH (Weizenprodukte, Anschlussgleis zurückgebaut) sowie Albis-Plastic GmbH.
Das Bahnhofsgebäude ist neben dem vermieteten Lagerschuppen noch erhalten. Das Empfangsgebäude des Bahnhofs Zülpich ist vermietet, befindet sich aber in Besitz der Deutschen Bahn. Die Bahnbetriebsanlagen des langgestreckten Bahnhofs Zülpich umfassen zahlreiche Gleise, die nur noch zum Teil befahrbar sind. Die Ladegleise sowie Gleis 1 sind durch Weichenausbau abgetrennt. Das ehemalige Stellwerk Zf, konzipiert als mechanisches Stellwerk, wurde renoviert und von 2007 bis 2017 von der IG Rurtalbahn als Vereinsheim genutzt. 2020 wurde das Stellwerk (von der IG Rurtalbahn inzwischen aufgegeben) im Rahmen der Reaktivierung abgerissen. Die gesamten Bahnbetriebsanlagen waren zwischenzeitlich auf Handbetrieb umgestellt.
Am 23. April 2018 kaufte die Beteiligungsgesellschaft des Kreises Düren den Streckenabschnitt Zülpich – Euskirchen zusammen mit dem nördlichen Bereich des Bahnhofs Düren. Mit dem Betrieb der Strecke und damit des kompletten Bahnhofs Zülpich wurde die Rurtalbahn GmbH beauftragt. Bis zum Umbau im Jahr 2022 war die ehemalige Infrastrukturgrenze zwischen Rurtalbahn und DB die Betriebsstellengrenze zwischen den Bahnhöfen Zülpich-Kappa und Zülpich.
Zur Realisierung des Vollbetriebs auf der reaktivierten Bördebahn wurde die komplette Leit- und Sicherungstechnik im Bahnhof erneuert. Seit Dezember 2022 ist das ESTW Zülpich in Betrieb (ferngesteuert aus dem Stellwerk Düren Nord) und Zülpich-Kappa wieder in den Bahnhof Zülpich integriert. Außerdem wurden für den Personenverkehr die Bahnsteige an den Gleisen 2 und 3 barrierefrei neu errichtet. Zwischen den Bahnsteigen entstand zur Querung der Gleise ein Reisendenübergang.

## Gleisanlagen

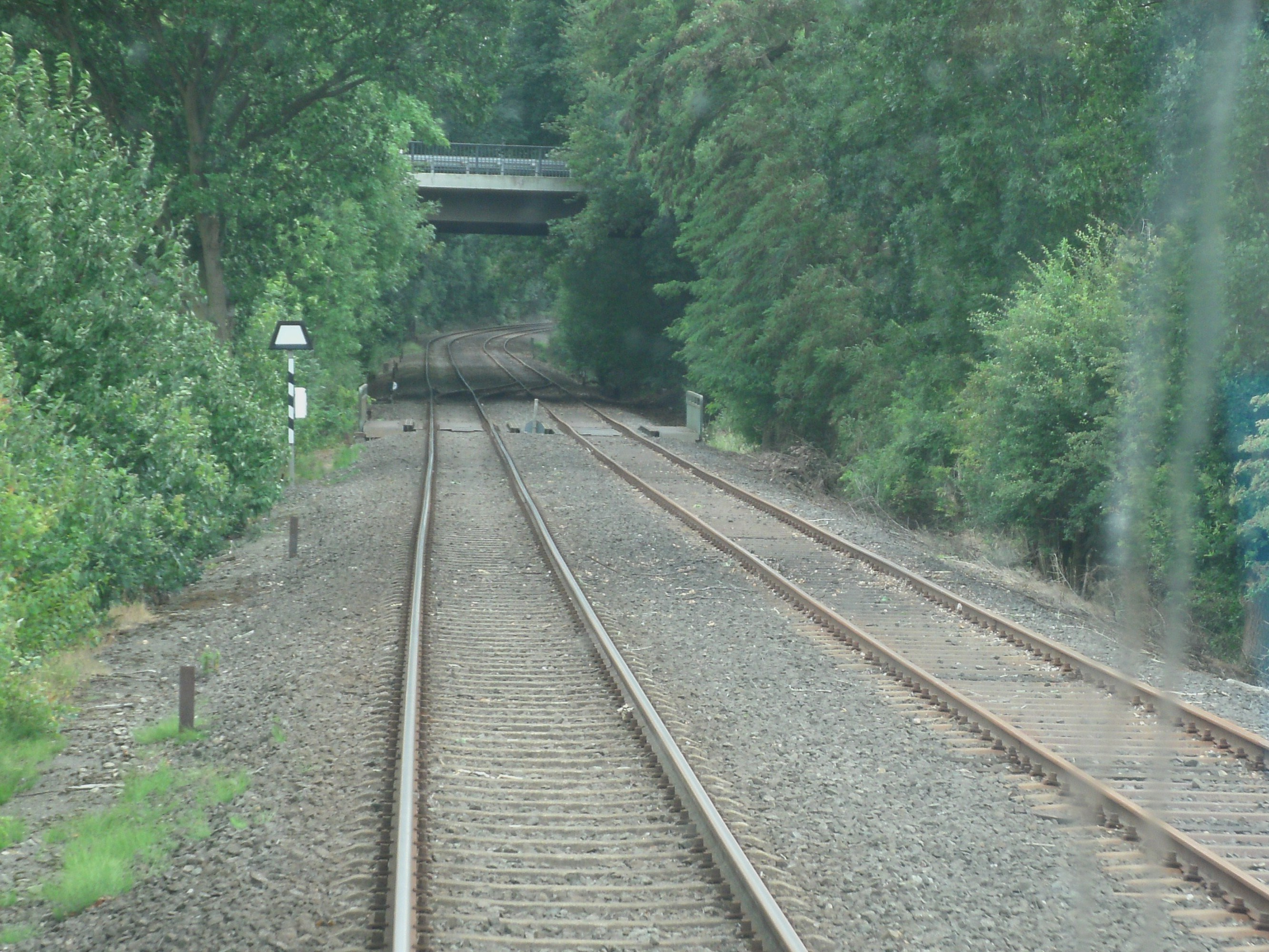
Parallel zur Strecke verlaufendes Anschlussgleis vor der Einfahrt in den Bahnhof Zülpich

Aus Richtung Düren verläuft nach der Bahnhofseinfahrt neben dem Streckengleis ein Nebengleis des Bahnhofs, über das die Gleisanschlüsse von Zülpich KAPPA Papier und eines Autogroßhandels (ehemalige Brikettfabrik) bedient werden. Es bestehen Anschlüsse zur Zülpicher Industriebahn (CAT Automobillogistik) an der Weiche 1 sowie zur Zülpicher Industriebahn (Smurfit Kappa) an der Weiche 10.
Nach dem Ende des Nebengleises passieren die Züge die ehemalige Infrastrukturgrenze zwischen Rurtalbahn und DB Netz, anschließend folgt der eigentliche Bahnhof Zülpich mit Bahnsteig und Rangiergleisen. Im Rahmen der Reaktivierung für den Vollbetrieb wurden die Bahnsteige an den Gleisen 2 und 3 komplett erneuert. Die Züge in Richtung Euskirchen fahren von Gleis 2 ab, die Züge in Richtung Düren von Gleis 3. Gleis 4 ist ein durchgehendes Gleis, Gleis 5 ein Stumpfgleis ohne Bahnsteig und können als Abstellgleis genutzt werden. An der Weiche 15 befindet sich ein Anschluss zur Zülpicher Industriebahn. Das ehemalige Gleis 1 samt seinem Bahnsteig ist noch vorhanden, allerdings nicht mehr angeschlossen.

## Betrieb
Ab Dezember 2015 pendelte ein Regio-Shuttle der Rurtalbahn ganzjährig an Wochenenden und Feiertagen viermal auf der Strecke. Fahrkarten des VRS-Tarifs, des AVV-Tarifs sowie Tickets des NRW-Tarifs wurden anerkannt. Seit dem 15. Dezember 2019 findet Personenverkehr auch montags bis freitags statt. Am 8. Januar 2023 wurde der Vollbetrieb der RB 28 aufgenommen.
| Linie | Verlauf | Takt   |
| ----- | --- | ------ |
| RB 28 | Eifel-Bördebahn: Euskirchen – Nemmenich – Zülpich – Vettweiß – Vettweiß-Jakobwüllesheim – Nörvenich-Rommelsheim – Nörvenich-Binsfeld – Düren Stand: Fahrplanwechsel Dezember 2022 | 60 min |

## Busverkehr
Der Bahnhof Zülpich wird von den AVV-Buslinien 233, 290 und 298 des Rurtalbus sowie von den VRS-Buslinien 774, 811 und 892 der RVK angefahren. Die VRS-Buslinie 979 sowie die AVV-Linien 208 und SB 8 bedienen lediglich die nahegelegene Haltestelle „Römerallee/Bf“. Seit der Aufnahme des täglichen Betriebs auf der Bördebahn am 15. Dezember 2019 verkehrt der Citybus Zülpich als VRS-Linie 774 mit Kleinbussen jeweils mit Anschlüssen von und zur RB 28 und schafft so eine regelmäßige Verbindung zwischen Bahnhof und Innenstadt, nach Hoven und zum Seepark. Der Betrieb des Citybusses wurde allerdings wegen mangelnder Nachfrage zum 13. Dezember 2020 zunächst  eingestellt; zum Fahrplanwechsel am 11. Dezember 2022 wurde die Linie mit erweitertem Linienweg wieder in Betrieb genommen. Zusätzlich verkehrt freitags und samstags abends sowie sonn- und feiertags die TaxiBus-Linie 889.
| Linie | Betreiber    | Verlauf |
| ----- | ------------ | --- |
| 233   | Rurtalbus    | Zülpich Bf – Zülpich Frankengraben – Hoven – Langendorf – Bürvenich – Eppenich – (Embken –) Wollersheim – Berg – Nideggen |
| 290   | Rurtalbus    | Düren Bf/ZOB – StadtCenter – Kaiserplatz – Stockheim – Soller – Frangenheim – Froitzheim (– Zülpich Frankengraben – Zülpich Bf) |
| 298   | Rurtalbus    | Düren Bf/ZOB – StadtCenter – Gneisenaustraße – Binsfeld – Rommelsheim – Bubenheim – Jakobwüllesheim – Vettweiß – Froitzheim – (Ginnick ← Embken ← Juntersdorf ←) Füssenich – Geich – Zülpich Post – (Zülpich Bf –) Zülpich Frankengraben – (Adenauerpl./Schulzentr. –) (Nemmenich –) Ülpenich – (Enzen –) Dürscheven – Elsig – Euenheim – Euskirchen Berufskolleg – Euskirchen Bf |
| 774   | RVK          | Citybus Zülpich: Zülpich Bf – Zülpich Münstertor/Zentrum – Hoven – Seepark – Lövenich – Linzenich – Sinzenich – Schwerfen |
| 811   | RVK          | MiKE: Mechernich Bf – Mechernich Stiftsweg – Kommern – Gehn – (Virnich –) Schwerfen – Bürvenich – Eppenich – Langendorf – Juntersdorf – Zülpich Frankengraben – Zülpich Bf |
| 889   | RVK/Kreis EU | MiKE / AST-Verkehr: (Füssenich – Geich –) Bessenich – Zülpich Bf – Zülpich Frankengraben (→ Nemmenich → Lüssem → Ülpenich → Dürscheven → Enzen) |
| 892   | RVK/Kreis EU | MiKE / AST-Verkehr: Mülheim – Wichterich – Niederelvenich – Oberelvenich – Rövenich – Zülpich Bf – Zülpich Frankengraben – Hoven – Floren – Merzenich |